# 鐵火丼

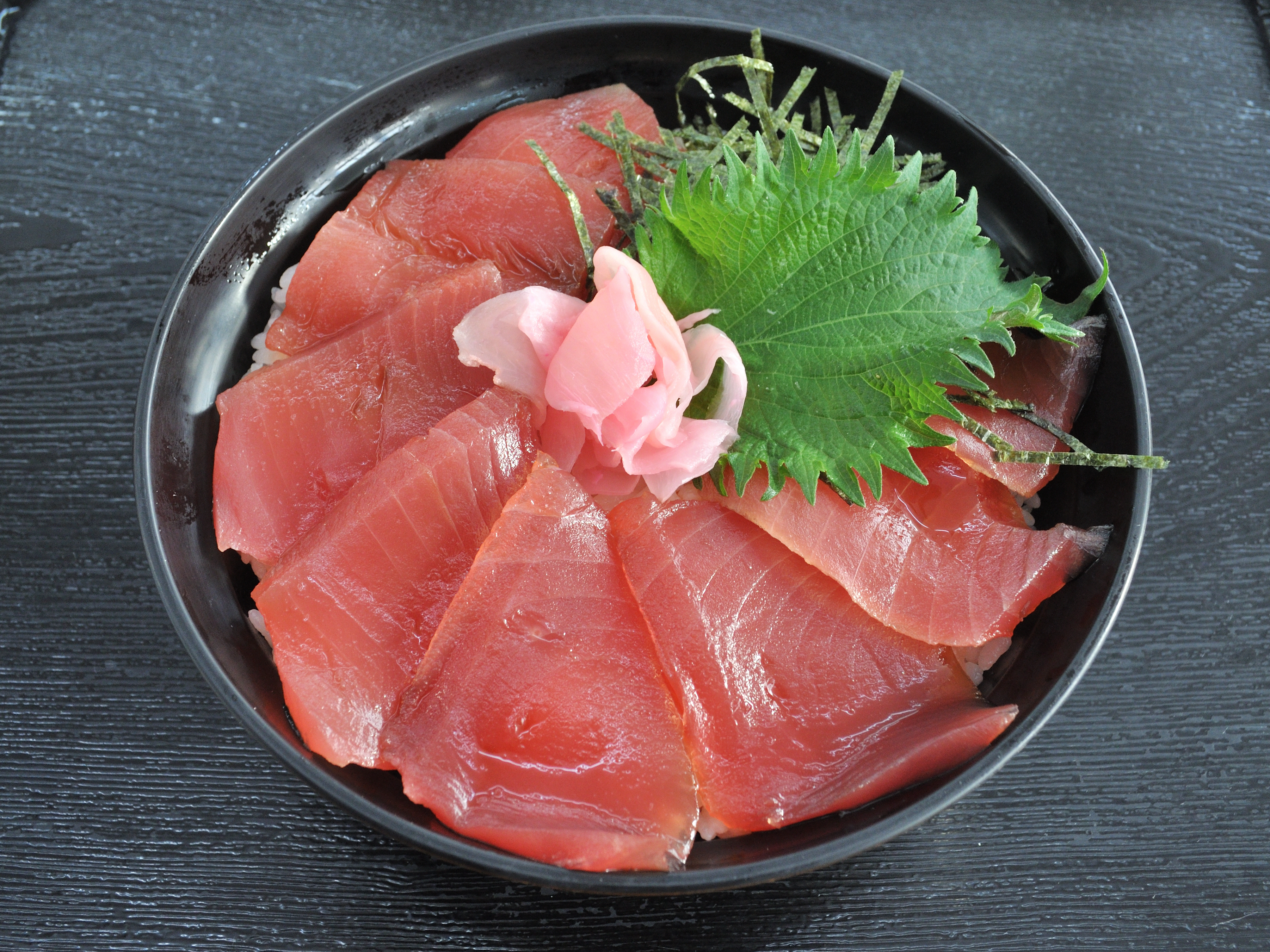
鐵火丼

鐵火丼，又稱鮪魚蓋飯，是日本丼物的一種。

## 作法
鮪魚的刺身（生魚片）用山葵醬油稍微醃製，然後把薑泥、海苔絲、蛋絲，放在飯（或醋飯）上，並淋上山葵醬油。

## 名稱由來
在日本，「鉄火場」是賭場的俗稱，鉄火意會賭博，昔日日本的賭場會提供鉄火卷，讓人可一手玩牌，一手拿住以紫菜包住醋飯的鉄火卷進食。鉄火丼由鉄火卷變化出來，鉄火二字變成以鮪魚生魚片製作的食物代名詞。